# 光明路 (乌鲁木齐市)
光明路（維吾爾語：نۇرلۇق يولى‎）是中华人民共和国新疆维吾尔自治区乌鲁木齐市天山区的东西向道路，全长0.96千米，为双向八车道。与西端连接的道路是新华北路、友好路，同时与西大桥相接；东端相接的道路包括解放北路、健康路、青年路、新民路，也与乌鲁木齐北门相接。光明路自20世纪初便存在，最初因沿街多为公墓而被民间称为“行宫路”、“鬼路”。1942年，新铺设的砾石路被命名为“新北门街”，1947年或新疆和平解放后更名为光明路，不同时期也被称为过“定远路”、“反帝路”，现为乌鲁木齐市主干道。
新疆教育电视台、天山区人民检察院、新疆生产建设兵团司令部、新疆建筑设计研究院股份有限公司、新疆师范高等专科学校（新疆教育学院）、CC-Mall时代广场等位于光明路上。

## 位置布局
光明路位于中华人民共和国新疆维吾尔自治区乌鲁木齐市天山区北部。道路全长960米，双向八车道，为城市主干道。光明路为东西向道路，东侧为乌鲁木齐北门环岛小游园，与解放北路、健康路、青年路、新民路相接；西侧为西大桥东端，与新华北路、友好路相连。道路自东向西分别与卫生巷、建设路、建工巷、果树巷相交。
新疆教育电视台、天山区人民检察院、新疆生产建设兵团司令部、新疆建筑设计研究院股份有限公司、新疆师范高等专科学校（新疆教育学院）CC-Mall时代广场等单位、商业中心均坐落在光明路两侧。

## 历史

### 光明路之前
光明路在20世纪初并无官方名称，民间称其为“行宫路”、“鬼路”，其原因是道路两侧有着众多义园，即公墓。道路东端为迪化城（今乌鲁木齐市）北门“憬惠门”，湖北义园、中州义园、刑场位于此附近（今八一剧场一带）。新疆师范高等专科学校（新疆教育学院）一带原为旗奉直东义园（即天津义园），向西还有两广义园、城隍行宫庙，到西大桥西北处，又存一处乱坟岗。一路上除了墓地，还有菜农积肥的粪场。清光绪十一年（1885年），西大桥东端修建几间供乞丐过冬的“西大桥冬生所”，此地方存一些生气。这条道路平时人迹罕至，只有在有人出葬时，以及盂兰节，城隍在行宫庙查办鬼事时方有行人往来。流放至乌鲁木齐的张荫桓前往两广义园扫墓后，写下“乌城郭北旅坟攒，异域凄凉麦饭叹。黑水支流成涧道，阴山斜日到神坛。”的诗句。民国二十二年（1933年）2月，马仲英突袭迪化。西大桥桥东一带一片火海，尸体无数。
到民国二十六年（1937年），迪化征收北门外到西大桥沿途农户的菜地，正式将其辟为公路。这条路连接起迪（迪化）伊（伊宁）线、迪（迪化）星（星星峡）线两条道路，迪伊线自西北路经西大桥沿此路进入迪化北门，沿中正路（今解放路）出南门，至三屯碑与迪星线相连。中国抗日战争期间，该道路成为西北国际交通线的重要通道之一。民国三十一年（1942年）开始，当局将公墓迁移，拓宽道路。并利用从北梁的土石将道路铺设为砾石路，并将靠近北门一段铺设成卵石道路。民国三十二年（1943年），此路命名为“新北门街”，安置河南难民的房屋也修建于此。至此，这条道路开始有人烟。这条路一度被命名为“定远路”。

### 成为光明路
光明路一说于1947年命名，一说于新疆和平解放后命名。新疆和平解放初期，光明路道路还是人马混行，路况较差的道路，雨时道路会变的泥泞不堪，平日常坑坑洼洼。当时，光明路沿路建筑不多，东端主要建筑有八一剧场和医疗门诊部（今乌鲁木齐市第一人民医院），向西至西大桥只有新疆生产建设兵团司令部处有数座土坯房。之后，新疆省立迪化第一师范学校（今新疆师范高等专科学校）、乌鲁木齐市粮食局、乌鲁木齐市天山区人民法院先后在此建起平房。光明路上第一栋楼房是新疆建筑设计研究院建设的三层办公楼。
1956年，由乌鲁木齐市人民政府拨款，将光明路拓宽成宽18米的沥青混泥土道路，并设10座街心花坛，分上下车道。另沿路修建排水沟。1960年代开始，沿路的新疆生产建设兵团司令部、新疆第一师范学校都修建2至3层的楼房。1966年，在光明路西端南侧修建市委招待所——红山宾馆；同时在光明路西端的另一侧修建中国共产党乌鲁木齐市委员会、乌鲁木齐市人民政府的三层机关大楼。文化大革命开始后，光明路更名为反帝路。1976年，当地政府在反帝路修建地下排水管道。
1980年，光明路的名称恢复。1980年代初，光明路又一次拓宽，沿街围墙拆除，两侧各拓宽6米的车道和3米的人行道。并重新铺设路面。在道路中心花坛种植红玫瑰、罗汉松，道路两侧种植白蜡、榆树。光明路成为天山区首条六板七带道路（6条柏油路、7条绿化带）。1985年，中国人民解放军进军新疆纪念碑和乌鲁木齐老十景的“长桥饮马”雕像放置在光明路东、西两端。（后在1990年代中期先后迁走。）20世纪80年代，道路两侧修建起8、9层高楼，如博格达宾馆（今新疆军区第一招待所）、新疆教育电视台、新疆教育学院教学楼等建筑。到1990年代，光明路沿路开始有更高层建筑出现，17层的新疆建筑设计研究院，30层、高130米的新疆保险公司均是此时建成。

### 光明路现状
2004年4月，乌鲁木齐市委、市政府迁离，同时，光明路开始新的规划。2009年，乌鲁木齐市开始建设“四横三纵”的城市道路网络，光明路的改造工程是“四横三纵”城市道路网络建设项目之一。2009年6月，工程竣工。光明路机动车道拓宽至28米，双向八车道。道路间的人行天桥改为地下通道。2012年3月，又完善、新建光明路沿路的绿化、照明、安全设施、地下管线。2017年，光明路的人行道在天山区靓化工程中又拓宽1-3米，地砖由水泥花砖改为花岗岩火烧面地砖。2018年，天山区改造光明路西端的光明路-新民西街-友好南路-新华北路交叉口。原乌鲁木齐市委、市政府办公楼改为占地面积近3.5万平方米的城市综合体——世纪金花时代广场（今CC-Mall时代广场），时代广场由三栋最高54层的写字楼构成。南侧的红山宾馆则改建为红山新世纪购物广场（今红山荟集购物中心）。